# Falkner (Río Negro)
Paraje Falkner es un paraje del Departamento Nueve de Julio, en la provincia de Río Negro, Argentina. El origen de esta localidad está dado por la estación de ferrocarril del mismo nombre. Está ubicada en la posición geográfica 40°30′22″S 67°02′39″O / -40.50611, -67.04417.

## Toponimia
El nombre de esta localidad tiene su origen en Thomas Falkner (o Tomás Falconer) un sacerdote jesuita que vivió en el siglo XVIII, fue además uno de los primeros etnólogos que actuó en lo que luego sería la Argentina, donde permaneció casi cuarenta años. Sirvió como misionero, realizó numerosas exploraciones y acopió gran cantidad de información sobre los indígenas, la fauna, la flora y los accidentes naturales del territorio.